# Tozhna-i-Nasiri
Tozhna-i-Nasiri é uma cidade do Afeganistão, localizada na província de Balkh.